# Первак Віталій Миколайович
Віталій Миколайович Первак (нар. 15 серпня 1970, Старокостянтинів, Хмельницька область, УРСР) — колишній український футболіст, що виступав на позиції захисника та український футбольний тренер.

## Кар'єра гравця

### Молоді роки
Віталій Первак народився 15 серпня 1970 року в місті Старокостянтинів Хмельницької області. Футболом почав займатися з 10 років у команді «Металіст» (Старокостянтинів). Перший тренер — Володимир Романець. У дитячо-юнацьких колективах грав на позиції нападника. В 10—11 класах виступав у місцевій аматорській команді, в цей час тренерський штаб, через невисоку швидкість юного гравця, перевів його на позицію захисника. Саме на цій позиції й продовжив свої виступи юний гравець. Ще під час своїх виступів за шкільну команду своєю впевненою та надійною грою привернув увагу хмельницького «Поділля», декілька разів їздив до цього клубу на перегляд, але контракт з командою так і не підписав. По закінченні школи продовжив здобувати освіту на факультеті фізичного виховання Кам'янець-Подільського педагогічного інституту. Паралельно з навчанням виступав за університетську футбольну команду.

### Професійна кар'єра
Після закінчення вишу запрошень з професійних команд не було, тому Віталій майже два роки працював тренером у Старокостянтинівській спортивній школі. У 1993 році виступав за аматорський ФК «Случ» (Красилів), у складі якого відіграв 6 матчів. Першим професійним клубом у кар'єрі молодого футболіста стали «Карпати» (Мукачеве), з якими він уклав контракт в 1993 році. На той час команда виступала у першій лізі, а головним тренером команди на той час був Григорій Іщенко, який і запросив Первака до «Карпат». Дебют молодого футболіста за «Карпати» відбувся 4 жовтня 1993 року в домашньому для мукачівців матчі національного чемпіонату проти полтавської «Ворскли». Віталій у тому поєдинку відіграв близько 15 хвилин, а його команда перемогла полтавців з рахунком 1:0. Свій перший м'яч у ворота суперників Первак забив 26 квітня 1994 році на 63-ій хвилині домашнього матчу «Карпати» — «Хімік (Житомир)», який завершився перемогою господарів з рахунком 3:1. Довелося Віталію відіграти декілька матчів у нападі. Сталося це після того, як клуб продав своїх найкращих гравців. Цікаво, що саме на цій позиції 2 липня 1995 року Віталій Первак відкрив рахунок в домашньому матчі «Карпат» проти свого принципового суперника, ужгородського «Закарпаття». Сталося це на 28-ій хвилині матчу, а господарі виграли цей матч з рахунком 2;1. У складі команди з Мукачевого Віталій Первак відіграв два сезони, 1993/94 та 1994/95 років. За цей час у складі команди у першій лізі відіграв 65 матчів та забив 3 м'ячі, ще 1 матч у футболці «Карпат» зіграв у кубку України.
Після того, як «Карпати» вилетіли до другої ліги Віталій переходить до олександрійської «Поліграфтехніки». У сезоні 1995/96 років у першій лізі він відіграв 36 матчів та забив 2 м'ячі, ще 1 матч Віталій Миколайович зіграв у кубку України.
Наступний сезон Віталій Первак відіграв у луцькій «Волині», допоки його контракт не викупила (орієнтовно за 8—10 тисяч доларів) тернопільська «Нива», сталося це з ініціативи тодішнього головного тренера тернопільської команди, Леоніда Іщука. За тернополян Віталій виступав з 1997 по 1999 роки (57 матчів та 2 голи у чемпіонаті, 7 матчів — у кубку). З 1999 по 2001 роки продовжив свої виступи в івано-франківському «Прикарпатті» та його друголіговому фарм-клубі, трансфер Віталія Первака обійшовся івано-франківському клубу у 25 000 доларів. У 2001 році повернувся до Олександрії, де у складі місцевої «Поліграфтехніки» виступав до 2003 року. За цей час у вищій лізі чемпіонату України він провів 50 матчів та забив 2 голи, ще 6 матчів у футболці олександрійців зіграв у кубку України. Сезон 2003/04 років Віталій провів у складі вінницької «Ниви». З 2004 по 2008 роки Первак виступав в «Олександрії».
У 2008 році, після зустрічі з президентом тернопільської «Ниви» Степан Рубаєм та тодішнім головним тренером команди Ігорем Біскупом вирішує завершувати кар'єру в Тернополі, у складі якого виступав до літа 2009 року, коли вирішив завершити кар'єру професійного футболіста. Також у 2009 році грав у складі аматорського ФК «Товтри» (Козлів).

## Тренерська кар'єра
Відразу після завершення кар'єри гравця Віталій Миколайович розпочав тренерську кар'єру. На початку 2010 року увійшов до тренерського штабу головного тренера ПФК «Олександрії» Володимира Шарана. 13 квітня 2013 року був призначений виконуючим обов'язки головного тренера ПФК «Олександрії». 11 червня 2013 року був змінений на Володимира Шарана, який повернувся на свою колишню посаду в клубі. До середини травня 2021 року працював тренером з розвитку техніки ФК «Олександрія». Надалі працював асистентом головного тренера в тернопільському клубі «Нива». У 2023 році очолив дебютанта першої української ліги: ФК «Лівий берег» (Київ), якого у першому ж сезоні вивів до Української Прем'єр-ліги.

## Досягнення
в якості гравця
- Переможець другої ліги (група А) чемпіонату України: 2008/09
- Срібний призер другої ліги (група Б) чемпіонату України: 2005/06

в якості головного тренера
- Переможець турніру за місце в УПЛ: 2024
- Бронзовий призер Першої ліги України: 2023/24

## Статистика виступів
| Турніри            | Матчі | Кількість забитих м'ячів |
| ------------------ | ----- | ------------------------ |
| Ви́ща ліга України  | 131   | 4                        |
| Кубок України      | 26    | 0                        |
| Перша ліга України | 264   | 10                       |
| Друга ліга України | 74    | 4                        |
| Всього за кар'єру  | 495   | 18                       |

## Тренерська статистика
Станом на 15 січня 2025 року
| «Лівий берег» | 1 липня 2023 |  | 53 | 24 | 11 | 18 | 45,28 |